# Stadionul Bedok
Stadionul Bedok se află în Bedok, Singapore, și are capacitatea de 3,864 de locuri. Stadionul găzduiește echipa de fotbal Geyland United FC în S-League. Construit în 1981, a fost folosit încă de atunci. 